# Gottlieb Samuel Treuer

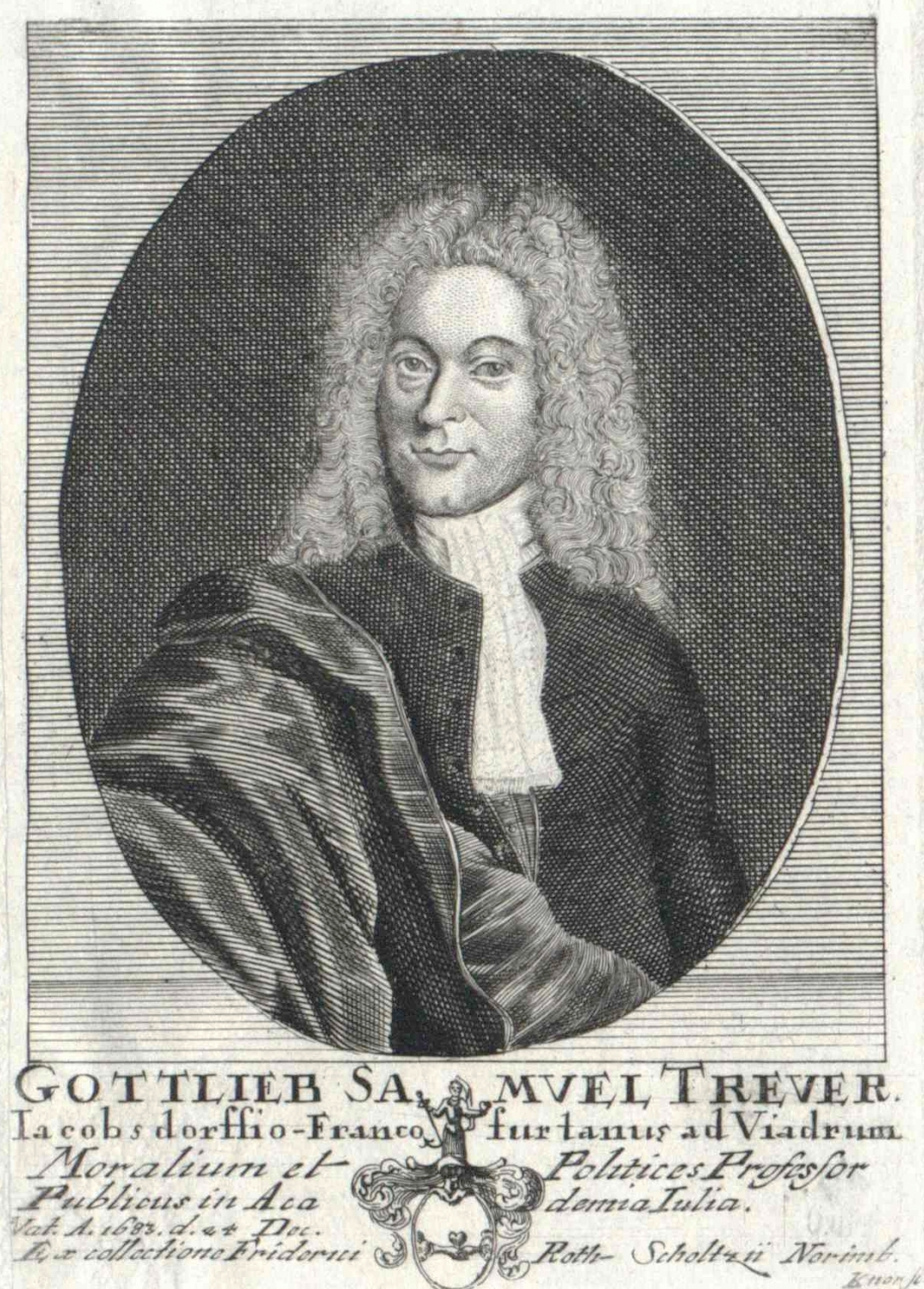
Gottlieb Samuel Treuer, Stich von Georg Wolfgang Knorr (1683)

Gottlieb Samuel Treuer (* 24. Dezember 1683 in Jacobsdorf; † 25. Februar 1743 in Göttingen) war ein deutscher Hochschullehrer für Philosophie, Theologie, Geschichte und Rechtswissenschaft.

## Leben
Gottlieb Samuel Treuer war ein Sohn des Jacobsdorfer Predigers Gottlieb Treuer und dessen Ehefrau Barbara Sabina Lampertus († 6. Dezember 1708). Der Dichter Gotthilf Treuer war ein Bruder des Vaters.
Im Jahr 1700 ging Gottlieb Samuel Treuer an die Universität Leipzig, wo er Weltweisheit, Theologie und Jura studierte. 1702 wurde er Magister und 1707 Assessor der philosophischen Fakultät. Er wurde als Professor an die Ritterakademie in Wolfenbüttel berufen, wo er Gottesgelehrtheit, Philosophie und Geschichte lehrte. 1713 machte er eine Bildungsreise nach Holland und Frankreich. Ein Jahr später wurde er in Helmstedt zum Professor für Moral und Politik ernannt. 1715 heiratete er Sophie Luise Griesebach aus Friedland. 1728 erhielt er nach dem Tode von Polycarp Leyser dessen Professur für Geschichte. 1731 erhielt er den juristischen Doktortitel und wurde zum Hofrat ernannt.
1734 ging Treuer an die neu gegründete Universität Göttingen als Professor des Staatsrechts, der Moral und der Politik. Hier wirkte er bis zu seinem Tode und wurde in der dortigen Universitätskirche beerdigt.
Treuer war Mitglied der Berliner Societät der Wissenschaften und der Deutschen Gesellschaft zu Göttingen.
Zu seinen Philosophie-Schülern in Helmstedt gehörte der spätere Mediziner Elias Friedrich Heister.

## Schriften (Auswahl)
- Oratio de harmonia fvndamento felicitatis academiarvm.Hamm, Helmstedt 1714. (Digitalisat)
- Dissertatio de imposturis sanctitatis titulo factis. Respondent: Christian Heinrich Schilling. Hamm, Helmstedt 1717. (Digitalisat)
- Beweiß, Daß es nicht Wider das Völcker-Recht sey, Bey gewissen Umständen Einen Frembden Gesandten zu arrêtiren. Freytag, Hannover/Wolfenbüttel 1717. (Digitalisat)
- Die politischen Fehler des Päbstlichen Hofes, welche die Reformation Lutheri sollen befördert haben Werden allhier umständlich untersuchet. Freytag, Leipzig/Wolfenbüttel 1718. (Digitalisat)
- Exercitatio politica de licentia peregrinandi legibus circumscribenda. Freytag, Leipzig/Wolfenbüttel 1720. (Digitalisat)
- Einleitung zur Moscovitischen Historie von der Zeit an da Moscov aus vielen kleinen Staaten zu einem großen Reiche gediehen: biß auf den Stolbovischen Frieden mit Schweden anno 1617, dessen Instrument beygefügt ist aus denen bewährtesten Scribenten gezogen. Freytag, Leipzig/Wolfenbüttel 1720. (Digitalisat)
- Bericht Von der Wahren Gelegenheit Und dem Rechten Uhrsprung Derer Reichs-Kreyse. Aus Richtigen Zeugnissen und Documenten deduciret. (Digitalisat)
- Untersuchung Des Ursprungs und der Bedeutung Des Märtens-Mannes. Weygand, Helmstedt 1733. (Digitalisat)
- De Officiis Academiarvm Germaniae In Caesarem Et Imperivm. Hager, Göttingen 1735. (Digitalisat)
- Principes Electores nulla lege imperatoris adstringi ad academiam condendam. Respondent: Gottfied Philipp von Bülow. Langenheim, Leipzig 1735. (Digitalisat)
- Monstrum arbitrarii iuris territorialis a legibus imperii e Germania profligatum. Schroeter, Frankfurt a. M./Leipzig 1739. (Digitalisat)
- Gründliche Geschlechts-Historie des hochadlichen Hauses der Herren von Münchhausen. Vandenhoeck, Göttingen 1740. (Digitalisat)
- De comitiis corporis evangelici tractatio iuricica. Eichsfeld, Leipzig/Wittenberg 1741. (Digitalisat)
- De Vera Origine Aqvilae Bicipitis Imperii Romano Germanici Commentatio. Göttingen 1753. (Digitalisat)